# I Don't Like You at All, Big Brother!!
Oniichan no Koto Nanka Zenzen Suki Janain Dakara ne—!! (яп. お兄ちゃんのことなんかぜんぜん好きじゃないんだからねっ!! Они:тян но Кото нанка Дзэндзэн Суки дзянайн дакара нэ:!!, Я вовсе не люблю своего старшего брата!), так же известная как OniSuki — сэйнэн-манга, выходящая в онлайн-сервисе Web Comic High!, принадлежащим издательству Futabasha. Серия лицензирована в Тайване компанией Tong Li Publishing. В 2011 году прошла трансляция аниме-сериала по мотивам сюжета манги. Студией-создателем выступила Zexcs.

## Сюжет
История рассказывает о любви Нао Таканаси к своему брату Сюсукэ. Девушка понимает, что подобные отношения запретны, однако вскоре выясняется, что Нао — приёмная дочь, а её родители давно погибли. Таким образом кровного родства между Нао и Сюсукэ нет, что открывает все возможности для любви.

## Персонажи
- Нао Таканаси (яп. 高梨 奈緒 Таканаси Нао) — главная героиня, приёмная дочь семейства Таканаси. Влюблена в своего брата, знает о его попытках подглядывать за ней и специально провоцирует его на это. Однако, добиться от него каких либо действий по отношению к ней не может. Сэйю — Эри Китамура.
- Сюсукэ Таканаси (яп. 高梨 修輔 Таканаси Сю:сукэ) — главный персонаж, родной сын семейства Таканаси. Обладает огромной коллекцией эротических журналов и игр, а также постоянно пытается подглядывать за своей сестрой. Несмотря на свою озабоченность, не предпринимает никаких шагов ни в отношении Нао, ни в отношении откровенно его домогающейся Ирохи. Позволяет Маюке использовать его как её «зверушку» и постоянно мечтает о том, как она отдаст ему какой-либо извращенный приказ. На деле же, ему приходится удовлетвориться регулярно выпадающей возможностью заглянуть ей под юбку. Сэйю — Тосиюки Тоёнага.
- Ироха Цутиура (яп. 土浦 彩葉 Цутиура Ироха) — подруга детства Сюсукэ. Когда они были детьми, играя в доктора, Сюсукэ убедил Ироху раздеться для него, пообещав за это стать её парнем. Спустя десять лет, она вновь появилась в его городе, дабы занять место девушки Сюсукэ. Подобный поворот событий настолько шокировал самого Сюсукэ, что он даже выбросил свою коллекцию эротики. Так как Ироха подглядывает за комнатой Сюсукэ в телескоп, она знает о нём всё, вплоть до того сколько раз за день он занимался онанизмом. Готова ради Сюсукэ на все, начиная от поцелуев и кончая любыми извращенными играми которые придут ему в голову. Однако, из её попыток соблазнить его, ничего не выходит. Хотя она и Нао являются конкурентками, появление Маюки заставило их объединить свои усилия. Сэйю — Марина Иноуэ.
- Маюка Кондо (яп. 近藤 繭佳 Кондо: Маюка) — староста класса, тайная поклонница яоя. Благодаря случайному столкновению, Сюсукэ и Маюка перепутали свои пакеты с эротикой. Обнаружив ошибку, Сюсукэ разорвал попавший к нему яойный журнал, который оказался редким изданием. Поэтому, обозленная Маюка, шантажируя Сюсукэ тем что расскажет Нао о его хобби и порвет его эротические журналы, потребовала что бы Сюсукэ стал её «зверушкой» (яп. ペット Пэтто). Хотя сам Сюсукэ согласился на это, в расчёте на участие в каких-то извращенных играх, Маюка использует его только для покупки особо жесткого яоя, который стесняется купить сама. Также, она каждый день провожает его в школу и готовит для него бэнто. Так как Сюсукэ не возражает против увлечения Маюки и подыгрывает её попыткам подсадить его на яой, Маюка испытывает к нему сильные чувства. Однако, сама утверждает что её любовь к Сюсукэ, отличается от любви Нао и Ирохи. Хотела бы заняться с Сюсукэ сексом, но не может этого сделать, так как у неё нет члена. Сэйю — Кадзуса Аранами.
- Сюдзи Таканаси (яп. 高梨 修司 Таканаси Сю:дзи)

Отец Сюсукэ. Сэйю — Хидэки Огихара.
- Нанака Таканаси (яп. 高梨 菜々香 Таканаси Нанака)

Мать Сюсукэ. Сэйю — Саяка Охара.
- Хироно Кусухара (яп. 楠原 尋乃 Кусухара Хироно)

Подруга Нао. Сэйю — Рёко Сираиси.
- Харука Като (яп. 加藤 春華 Като: Харука)

Подруга Нао. Сэйю — Эрико Накамура.

## Аниме-сериал
Открывающая музыкальная композиция:
- Taste of Paradise (исполняет Эри Китамура)

Закрывающая музыкальная композиция:
- Ari Ari Mirai☆ (яп. アリアリ未来☆) (исполняют Эри Китамура, Марина Иноуэ, Кадзуса Аранами)

| 1 | Wicked Usual Day of a Brother And Sister «Ani to Imōto no Yokoshima na Nichijō» (兄と妹のヨコシマな日常)                                            | 8 января 2011 года   |
| Нао Такахаси при уборке комнаты своего старшего брата Сюсукэ наряду с сотнями порножурналов обнаруживает детский фотоальбом, в котором не находит ни одной своей фотографии. У родителей она узнаёт, что на самом деле она — приёмная дочь, потерявшая память при аварии, в которой погибли её настоящие отец и мать. Однако факт неродства с Сюсукэ только радует её, поскольку она всегда мечтала о сексуальных отношениях с ним, а этому мешали её мысли о возможном инцесте.                                           | |                      |
| 2 | Twintail, Attacking Brother and Sister «Tsuintēru, Kyōdai o Shūgeki» (ツインテール、兄妹を襲撃)                                                     | 15 января 2011 года  |
| В школу переводится новая ученица - Ироха Цутиура, подруга детства Сюсукэ, также мечтающая заняться с ним любовью. Она всячески пытается его соблазнить: шокированный юноша даже выбрасывает все свои порножурналы. Но на этом Ироха не останавливается и начинает за ним следить. | |                      |
| 3 | A Rival Appears! Brother and Sister in Trouble «Raibaru Shutsugen! Kyōdai Daipinchi!» (ライバル出現! 兄妹大ピンチ!)                                 | 22 января 2011 года  |
| Ироха принуждает Сюсукэ пойти с ней на свидание. Узнавшая про это Нао весь день следит за ними. Депрессия Сюсукэ со временем проходит: он покупает порножурнал и снова начинает возбуждаться при виде сестричкиных трусов. | |                      |
| 4 | If My Little Sister Wore a Swimsuit «Imōto ga Mizugi ni Kigaetara» (妹が水着にきがえたら)                                                           | 29 января 2011 года  |
| Герои проводят знойный день на пляже. Нао и Ироха борются между собой за внимание Сюсукэ. В результате столкновения с надувной лодкой Нао Сюсукэ захлёбывается водой, и в бессознательном состоянии в его голове проносятся эротические фантазии с участием Сидзуру, персонажа эроге. | |                      |
| 5 | Mr. X Strikes Brother! «Misutā Ekkusu Ani Shū!» (ミスターX 兄襲!)                                                                                   | 5 февраля 2011 года  |
| Поздним вечером Сюсукэ сталкивается с неизвестным человеком, по ошибке меняясь с ним пакетами с мангой — хентай на яой. Неизвестный начинает посылать Сюсукэ угрозы с требованием вернуть журнал. В итоге выясняется, что этим «Мистером X» была его одноклассница Маюка. | |                      |
| 6 | Brother Dreams of Black Pantyhose «Ani wa Kuro Pansuto no Yume o Miru» (兄は黒パンストの夢を見る)                                                   | 12 февраля 2011 года |
| Нао замечает, что её брат начинает увлекаться изображениями девушек в чёрных чулках, и сама пытается привлечь его внимание соответствующим способом. Сюсукэ всё больше времени проводит с Маюкой и даже по её идее начинает увлекаться яой-мангой. | |                      |
| 7 | Brother and Friends' Akiba «Anitachi no AKIBA» (兄たちのAKIBA)                                                                                      | 19 февраля 2011 года |
| Сюсукэ вместе с тремя своими друзьями, такими же девственниками, как и он, отправляется в Акихабару, чтобы запастись там эротическими видео и атрибутами. Однако между ними происходит ссора — у каждого из них слишком разные вкусы: одному нравятся чёрные колготки, другому младшие сестрички, третьему зрелые женщины, четвёртому подруги детства. Однако в итоге мирятся и отправляются в косплей-кафе. Всё это время за Сюсукэ следят Нао и Ироха.                                                                   | |                      |
| 8 | Aim for Brother's Top! «Ani no Toppu o Nerae!» (兄のトップをねらえ!)                                                                                | 26 февраля 2011 года |
| Сюсукэ получает в школе низкие оценки, из-за чего он должен будет пересдавать экзамены все каникулы. Дабы поддержать юношу и подтянуть его в учёбе к нему в комнату наведываются Нао, Ироха и Маюка. Первые две всячески пытаются привлечь его внимание короткими юбками и откровенными позами. Вчетвером + ещё двое одноклассниц отправляются в аквапарк, где Маюка поначалу стесняется обнажённого торса Сюсукэ, но потом понимает, что тот возбуждается при прикосновении к его соскам, что и специально не раз делает. | |                      |
| 9 | Summer! Festivals! Brother and Sister's M:i:V «Natsu Da! Matsuri Da! Kyōdai no Emu Ai Vī» (夏だ! 祭りだ! 兄妹のM:i:V)                               | 5 марта 2011 года    |
| Сюсукэ вместе с Нао и Ирохой, надевшими кимоно и заявившими, что под ним нет нижнего белья, отправляется на праздничный фестиваль. Вместе с друзьями-девственниками он находит «клад» — мангу с тентаклями под названием «Мой брат превратился в угря». | |                      |
| 10 | Brother Saves the World «Ani wa Sekai o Sukū» (兄は世界を救う)                                                                                      | 12 марта 2011 года   |
| Сюсукэ знакомится с девушкой-косплеером Ран, любительницей откровенных костюмов, называющей себя принцессой Лейлой, и заявляющей, что ищет тех, кто спасёт Землю от катастрофы. Предполагаемыми кандидатами в спасители она называет Сюсукэ и его троих друзей. | |                      |
| 11 | Calling out to my Brother from the Center of the World «Sekai no Chūshin de Ani o Sakebu» (世界の中心で兄を叫ぶ)                                    | 19 марта 2011 года   |
| Продолжение сюжета 10 серии. | |                      |
| 12 | I Don't Like My Brother At All! «Oniichan no Koto Nanka Zenzen Suki Janain Dakara ne—!!» (お兄ちゃんのことなんかぜんぜん好きじゃないんだからねっ!!) | 26 марта 2011 года   |
| Нао и Сюсукэ остаются на день одни дома. Сестра снова всячески пытается привлечь внимание парня. | |                      |